# イデアルの根基
数学の一分野である可換環論において、イデアル I の根基（英: radical）とは、イデアルであって、何乗かすれば I の元となるような元全体の集合である。根基イデアル（あるいは半素イデアル、被約イデアル）とは、自分自身の根基と等しいようなイデアルのことである（これは「根基化」と呼ばれるイデアルへの作用の固定点であるということもできる）。準素イデアルの根基は素イデアルである。
ここで定義された根基イデアルは、半素環の記事において非可換環に一般化される。

## 定義
可換環 R のイデアル I の根基は、Rad(I) または {\displaystyle {\sqrt {I}}} と表記され、
{\displaystyle {\sqrt {I}}=\{r\in R\mid r^{n}\in I{\text{ for some positive integer }}n\}}
と定義される。
直感的には、I の根基は I の元のあらゆるベキ根を取ることで得られると考えられる。同じことだが、I の根基はベキ零元からなるイデアル（冪零イデアルと呼ばれる）の {\displaystyle R/I} における逆像である。後者は {\displaystyle {\sqrt {I}}} はそれ自身イデアルであり、 I を含むことを示している。
I の根基が有限生成ならば、{\displaystyle {\sqrt {I}}} を何乗かすると I に含まれる。とくに、I と J がネーター環のイデアルであれば、I と J が同じ根基をもつことと、I が J のあるベキを含み J が I のあるベキを含むことは同値である。
イデアル I が自分自身の根基と一致すれば、I は根基イデアルまたは半素イデアルと呼ばれる。

## 例
整数環 Z を考える。
1. 4の倍数のイデアル 4Z の根基は 2Z である。
2. 5Z の根基は 5Z である。
3. 12Z の根基は 6Z である。
4. 一般に、mZ の根基は rZ である。ただし r は m のすべての素因数の積である（radical of an integer を参照）。実はこれは任意のイデアルに一般化される（性質を参照）。

準素イデアルの根基は素イデアルである。イデアル I の根基が極大であれば、I は準素である。
I がイデアルであれば、{\displaystyle {\sqrt {I^{n}}}={\sqrt {I}}} である。素イデアルは根基イデアルである。よって任意の素イデアル P に対し {\displaystyle {\sqrt {P^{n}}}=P} である。
I, J を環 R のイデアルとする。{\displaystyle {\sqrt {I}},{\sqrt {J}}} が comaximal であれば、{\displaystyle I,J} も comaximal である。
M をネーター環 R 上有限生成加群とする。このとき
{\displaystyle {\sqrt {\operatorname {ann} _{R}(M)}}=\bigcap _{{\mathfrak {p}}\in \operatorname {supp} M}{\mathfrak {p}}=\bigcap _{{\mathfrak {p}}\in \operatorname {ass} M}{\mathfrak {p}}}
が成り立つ。ただし {\displaystyle \operatorname {supp} M} は M の台で、 {\displaystyle \operatorname {ass} M} は M に伴う素イデアルの集合である。

## 性質
この節において I は可換環 R のイデアルである。
- Rad(Rad(I))=Rad(I) は常に正しい。さらに、Rad(I) は I を含む最小の根基イデアルである。

- Rad(I) は I を含む R のすべての素イデアルの共通部分である[6]。もう少し強いことが言える。I の根基は I を含む R の素イデアルのうち極小なものの共通部分である。

- 直前の特別な例として、ベキ零根基（すべてのベキ零元の集合）は R のすべての素イデアルの共通部分に等しい。

- 環 R のイデアル I が根基であるのは商環 R/I が被約であるとき、かつそのときに限る。

- 斉次イデアルの根基は斉次イデアルである。

## 応用
根基を研究する主要な動機付けは可換環論で有名なヒルベルトの零点定理である。この定理の簡単に理解できるバージョンは次のようなものである。代数的閉体 k と、体 k 上の n 個の不定元 {\displaystyle x_{1},x_{2},\ldots ,x_{n}} の任意の有限生成多項式イデアル J に対して、
{\displaystyle \operatorname {I} (\operatorname {V} (J))=\operatorname {Rad} (J)\,}
が成り立つ。ただし、
{\displaystyle \operatorname {V} (J)=\{x\in k^{n}\ |\ f(x)=0{\text{ for all }}f\in J\}}
であり
{\displaystyle \operatorname {I} (S)=\{f\in k[x_{1},x_{2},\ldots x_{n}]\ |\ f(x)=0{\text{ for all }}x\in S\}}
である。
これは次のようにも言える。環のイデアルの集合における合成 {\displaystyle \operatorname {I} (\operatorname {V} (-))=\operatorname {Rad} (-)\,} は実は閉包演算子である。根基の定義から、根基をとる操作はベキ等であることは明らかである。